# ريكي وليامز
ريكي وليامز (بالإنجليزية: Ricky Williams) هو لاعب كرة قاعدة ولاعب كرة القدم الكندية أمريكي، ولد في 21 مايو 1977 في سان دييغو في الولايات المتحدة.

## وصلات خارجية
- ريكي وليامز على موقعبيزبول رفرنس.كوم (الدوري الثانوي) (الإنجليزية)
- ريكي وليامز على موقع إي إس بي إن.كوم (أن.أف.أل)3
- ريكي وليامز على موقع مرجع كرة القدم المحترفة.كوم (الإنجليزية)
- ريكي وليامز على موقع IMDb (الإنجليزية)
- ريكي وليامز على موقع إن إن دي بي (الإنجليزية)
- ريكي وليامز على موقع قاعدة بيانات الفيلم (الإنجليزية)